# Bill Evans (sassofonista)
William D. Evans, detto Bill (Clarendon Hills, 9 febbraio 1958), è un sassofonista jazz statunitense.

## Biografia
Il saxofonista Bill iniziò studiando pianoforte, tanto che, a soli 16 anni, già dava i primi concerti al piano. In seguito si dedicò al clarinetto ed al saxofono e al termine degli studi, grazie alla presentazione del suo maestro Dave Liebman, nel 1980, all'età di soli 22 anni, esordì in un gruppo di Miles Davis, con il quale incise sei dischi e girò il mondo per quattro anni. Al periodo "Davis" seguirono tre anni con John McLaughlin, durante i quali incise altri tre album.

## Collaborazioni
Successivamente Bill ha avuto importanti collaborazioni con artisti come Herbie Hancock, Lee Ritenour, Dave Grusin, Randy Brecker, Mike Maineri ed il gruppo Steps Ahead, e molti altri.
Con un curriculum di questa portata, Bill Evans, non può che essere considerato un sassofonista che gravita nella sfera del "jazz" e della musica "fusion"; quest'ultima, in particolare, nell'accezione più letterale del termine, come testimoniano le sue svariate esperienze artistiche ed i variegati incontri con altri generi musicali che si sono susseguiti con successo, dalle collaborazioni con Mick Jagger alle registrazioni caratterizzate da forti contaminazioni di Hip hop, Acoustic Groove, Funk, Country e musica afro-americana e le presenze accanto a Willie Nelson, Bruce Hornsby, John Scofield, Hiram Bullock ecc.
La sua pubblicazione di "Soul Insider" del 2001, di cui è stato ospite Les McCann, ha ricevuto una nomination al Grammy nella categoria Contemporary Jazz per il 2005.

## Discografia

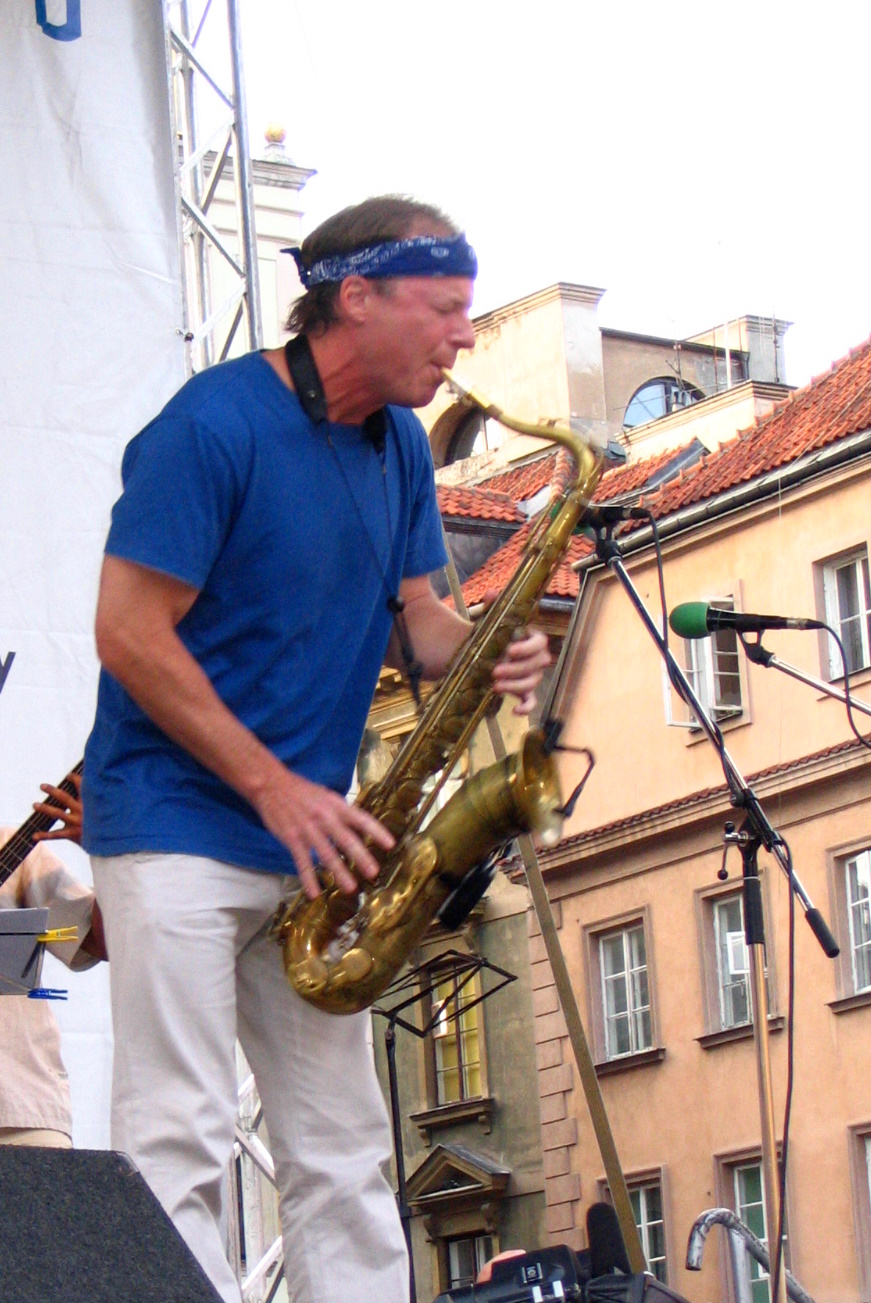

- 1977 - Cross-Currents (Original Jazz Classics/Fantasy)
- 1982 - Moods Unlimited (Evidence)
- 1984 - Living In The Crest Of A Wave (Electra/Musician)
- 1986 - The Alternative Man (Blue Note)
- 1987 - Inferno (Bireli Lagrene -Blue Note)
- 1989 - Summertime (Jazz City)
- 1990 - Let The Juice Loose; Live at the Tokyo Blue Note Vol 1(Jazz City)
- 1991 - The Gambler; Live at the Tokyo Blue Note Vol 2 (Jazz City)
- 1992 - Petite Blond (Lipstick Records)
- 1994 - Push 	(Lipstick Records)
- 1995 - Live in Europe (Lipstick Records)
- 1996 - Escape 	(ESC Records)
- 1997 - Starfish & The Moon (ESC Records)
- 1998 - Touch 	(ESC Records)
- 2000 - Soul Insider (ESC Records)
- 2003 - Big Fun (ESC Records)
- 2005 - Soulgrass (BHM)
- 2007 - The Other Side Of Something (Intuition)
- 2008 - The Past Inside The Present (Gianfranco Continenza, ESC Records)
- 2009 - Vans Joint (BHM Productions/ZYX Music)
- 2011 - Dragonfly (CD Baby/Vansman)